# Bolč
Bolč is een plaats in de gemeente Farkaševac in de Kroatische provincie Zagreb. De plaats telt 460 inwoners (2001).